# 나래이동통신
나래이동통신(Naray Telecom)은 1992년부터 2003년까지 존속하였던 한국의 삐삐 사업자였다. 삼보 컴퓨터의 계열사였다.

## 역사
1992년 체신부의 서울 지역 무선호출 사업자로 선정되었고, 1993년 9월 1일 삐삐사업을 개시했다. 창립 이후 같은 연고인 서울이동통신과 함께 인기 가요그룹 015B를 광고모델로 하여 시장점유율 1위 한국이동통신에 맞섰고, 그 결과 서비스 개시 1년 만에 가입자 50만명 돌파 및 흑자전환에 성공하였다. 또 1996년에는 시티폰 사업자 선정 및 한국산업은행 농구단 인수에 성공하면서 전성기를 맞았다.
계열사인 나래 D&C(DM 발송 • 용역 • 인력 아웃소싱)가 1996년 후반에 세워졌고 1997년 중반에 나래 시큐리티(방범 및 방재)가 세워졌다. 1997년 후반 나래 텔레 서비스(나래 이동통신 계열)(고객 상담 및 텔레마케팅)가 세워졌었다.
하지만 나래가 사운(社運)을 걸고 추진했던 시티폰 사업은 PCS에 비해 떨어지는 기능 때문에 막대한 적자를 낳고 1년 만에 중단되었다. 나래 텔레콤(나래 이동통신(삼보 컴퓨터 계열) 계열)이 1998년쯤에 국제 전화 서비스를 시작했었다. 나래 통신 기술(엔지니어링)이란 계열사도 세워졌다.
이후 인터넷 쇼핑몰 사업 및 전화번호부 사업에 뛰어들고 '나래앤컴퍼니'로 개칭되었으나, IMF 구제금융사건으로 인해 순탄하게 풀리지 않았고 결국 2003년 10월 24일 최종부도 처리되면서 청산되었다.